# 탄산 나트륨
탄산 나트륨(Na2CO3)은 화합물의 한 종류로, 탄산과 수산화나트륨의 염이다. 유리에 주로 포함되어 있어 빛이 통과할 때 자외선을 차단해 주는 역할을 하기도 한다. 상수도에서 정수 과정 중 pH를 조절하기 위해 사용되기도 한다. 탄산 나트륨은 나트륨 이온(Na+)이 포함되어 있어 물에 잘 녹는다.

## 같이 보기
- 탄산수소나트륨